# Јоаким Пектар
Јоаким Пектар (умро априла 1277) је био угарски великаш, славонски бан (1270-1272 и 1276-1277) и један од главних личности угарске политике седамдесетих година 13. века.

## Биографија
Јоакимов отац био је палатин Стефан Гуткелед. У сукобу Стефана V и Беле IV, Јоаким је био у кругу присталица Беле. Обављао је функцију главног пехарника краља Беле. Добио је значајне поседе у Трансилванији и Источној Угарској које су припадале "младом краљу" Стефану који се често дизао против оца. Понео је титулу славонског бана 1270. године, а на значајне положаје постављани су и чланови његове породице. Уживао је поверење Јелисавете Куманке, те је након смрти краља Стефана V заједно са њом преузео управљање над Угарском у име малолетног краља Ладислава IV Куманца. Могуће да је био умешан и у убиство Беле Ростиславића, унука покојног краља Беле, 1272. године. Јоаким и Јелисавета су по доласку на власт били у сукобу са најмоћнијом угарском властелом, међу којима су били и припадници породица Гисинг и Чак. То је довело до краткотрајног грађанског рата у земљи (1275—1276) у коме Јелисавета и Јоаким успевају да се обрачунају са племством. Јоаким се налазио на челу Угарске у тренутку када се она умешала у унутрашњу политику Србије, односно сукобу српског краља Уроша и његовог сина Драгутина. Могуће да је управо Јоаким пружио војну подршку Стефану Драгутину у грађанском рату који је окончан битком на Гатачком пољу и свргавањем краља Уроша. Јоаким гине у сукобу са великашком породицом Бабонића априла 1277. године</ref><ref>Zsoldos 2011, стр. 317.

## Породица
Јоакимов отац Стефан обављао је функције угарског палатина (1246—1248) и славонског бана (1248—1249). Име Јоакимове мајке није познато. Имао је тројицу браће: Николу, Стефана и Павла. Сва четворица обављали су високе функције у Угарској. Павле је био северински бан од 1272. до 1275. године. Јоаким је био ожењен Маријом Романовном, ћерком Романа Даниловича, галичког кнеза и Гертруде Бабенберг. Имали су једну ћерку чије име није познато.